# Craniophora albosignata
Craniophora albosignata är en fjärilsart som beskrevs av Barend J. Lempke 1964. Craniophora albosignata ingår i släktet Craniophora och familjen nattflyn. Inga underarter finns listade i Catalogue of Life.